# Konzervacija arhitekture

Konzervacija arhitekture je proces kroz koji se materijalni, povijesni i oblikovni integritet arhitektonske baštine čovječanstva produžuje putem niza pažljivo planiranih aktivnosti. Pojedinac koji je uključen u tu djelatnost znan je kao konzervator arhitekture. Odluke o tome kada i kako će se intervenirati na baštini kritične su za definitivnu odluku o konzervaciji nepokretne spomeničke baštine.

## Uže određenje
Arhitektonska se konzervacija bavi produženjem opstojnosti te integriteta karaktera arhitektonske baštine, u smislu oblika i stila, kao i materijala koji to djelo sačinjavaju - poput cigle, kamena, stakla, metala i drveta. U tom smislu, termin se odnosi na profesionalno korištenje kombinacije znanosti, umjetnosti, zanatskog umijeća i tehnologije kao alata očuvanja građevinske baštine, združeno s djelovanjem na srodnim poljima poput očuvanja povijesnog okoliša i konzervacije umjetnina.

## Šire određenje
Dodatno gore navedenoj definiciji arhitektonska se konzervacija odnosi i na probleme identifikacije, politike, regulacije, te zaštite poistovjećene s cjelokupnošću kulturalnog i građevinskog okoliša. Ovaj širi pogled shvaća da društvo posjeduje mehanizme identifikacije i vrednovanja povijesne kulturne baštine, ali i zakonske propise koji određuju zaštitu spomenutih, te radi na razvoju politike i planova upravljanja u svrhu interpretacije, zaštite i edukacije. Ovaj proces tipično djeluje kao jedan od posebnih aspekata sustava društvenog planiranja, te njegove praktikante označavamo kao profesionalne djelatnike u zaštiti povijesnog okoliša.

## Povijest pokreta arhitektonske konzervacije
Kao pokret općenito dobila je arhitektonska konzervacija na važnosti tijekom 18. i 19. stoljeća. Bio je to odgovor na Modernizam i njemu pridružen pogled na arhitekturu koj je sentimentalnu vezanost za stare građevine i strukture predpostavio tehnološko arhitektonskom napretku i promjeni. Prije toga većina starih građevina preživjela bi tek zbog svog kuturnog ili religijskog značaja, odnosno stoga što još nisu niti bile otkrivene.
Značajan je rast pokret doživio u doba velikih arheoloških otkrića i znanstvenog napretka. Obrazovane su osobe na raznorazne primjere očuvanja arhitekture počele gledati kao na prihvatljive, odnosno neprihvatljive. Stoga su u to doba na scenu stupile dvije škole gledanja na polje arhitektoske konzervacije. 
Termin konzervacije odnosio se na školu arhitektonske misli koja je ili poticala mjere aktivne zaštite usmjerene na održavanje zatečenog stanja, ili bi se pak zalagala za sprečavanj daljnjeg oštećivanja i propadanja građevinsk baštine. Ta je škola izvorni nacrt stare građevine smatrala za jedini i sam po sebi ispravan. Dvoje vodećih predstavnika orijentacije ka konzervaciji bili su u 19. stoljeću kritičar umjetnosti John Ruskin i umjetnik William Morris. 
Škola konzervacije arhitekture koja ze zalagala za restauriranje građevinske baštine smatrala je da povijesne građevine mogu biti poboljšane, ili ponekad čak dovršene uz primijenu suvremenih materijala i metoda oblikovanja odnosno tehnika. U tom je smislu bila bliska Modernističkoj arhitekturalnoj teoriji, osim što ipak nije branila uništenje starih, izvornih struktura. Najznačajniji i najpoznatiji predstavnik ove škole u 19. stoljeću bio je francuski arhitekt Eugène Viollet-le-Duc.

## Suvremeni pristup
Primjerice u SAD se danas razlikuju sljedeći vidovi pristupa arhitektonskoj konzervaciji:
- Očuvanje, ovaj pristup visoko cijeni zadržavanje, zaštitu te održavanje sve povijesno izvorne substance, te odražava povijesnu opstojnost građevine, kao i prihvaćanje svih izmijena, dopuna i prilagodbi iste tijekom njene povijesti.

- Rehabilitacija naglašava potrebu zadržavanja i obnove povijesnog materijala, uz više razumijevanja za nadopune, što pak podrazumijeva da je građevina prije intervencije bila u lošijem stanju.

- Obnova građevine fokusira se na zadržavanje materijala vezanog uz najznačajnije razdoblje u povijesti samog objekta, te shodno tome dopušta uklanjanje materijala iz drugih razdoblja.

- Rekonstrukcija, bavi se rekreiranjem uništenog, više ne postojećeg objekta, pejzaža odnosno strukture potpuno novim materijalom

## Uobičajeni problemi arhitektonske konzervacije: primjer drevnih građevina
Najstariji su građevinski materijali bili organskog porijekla, poput na primjer blata i drveta. Korišteni su stoga što su bili lako dostupni te porijeklom iz obnovivih izvora. Na nesreću, organski su materijali ujedno i vrlo osjetljivi na vanjske utjecaje, i to kako na elementarne tako i na one humanog, odnosno životinjskog porijekla. S vremenom ovi materijali istisnuti su iz uporabe od strane anorganskih, poput cigle, metala, betona, terakote, i to prije svega zbog veće trajnosti navedenih. U prilog trajnosti ovih materijala govore nam i neki od najstarijih arhitektonskih spomenika poput, primjerice, egipatskih piramida.
Keopsova piramida, rimski Koloseum i atenski Partenon najpoznatiji su primjeri drevnih građevina suočenih s problemon zaštite i očuvanja. Kao najutjecajnije čembenike koji utječu na njihovo stanje možemo izdvojiti utjecaj okoliša, zagađenost zraka, ali i turizam.
Svijedoci smo klimatskih promjena i njivog utjecaja na naš svijet u cjelini pa tako i spomenute građevine. Koloseum se u svojoj povijesti suočio s udarima groma, požarima i potresima.
Klimatske promjene pojačavaju i ubrzavaju nakupljanje kristala soli u spomenicima poput Koloseuma i Partenona, a ovaj fenomen, razumljivo, ubrzava i njihovo propadanje.
Kristali soli doprinose, pored zagađenja zraka, i izrazitom tamnjenju ovih građevina. Ovaj je problem posebice uočljiv na mramoru od kojeg je izrađen Partenon.
Treći čimbenik koji ima izrazit utjecaj je turizam. Pored njegove ekonomske i kulturne korisnosti definitvno možemo govoriri i o štetnosti istog. Grobnica egipatskog faraona Setija I jedan je od spomenika koji trenutačno više nisu javno dostupni, prije svega zbog šteta uzrokovanih turizmom.
Ovoj se grupi spomenika mogu dodati i piramide u Gizehu.

## Proces konzervacije arhitekture: drevne i povijesne građevine

### Određenje problema
Prva faza u konzervaciji bilo koje građevine jest procjena njene povijesne važnosti i vrijednosti. Poznati arhitekt Donald Insall kaže: "Svaka građevina ima svoju vlastitu biografiju. Spoznaje o cjelokupnosti njenog opstojanja od bitne su važnosti kako za njeno razumijevanje, tako i za precizno određenje problema". Kao primjer navodi Partenon - izgrađen između 447. i 432. godine prije Krista, da bude hram božice Atene, s vremenom je bio prenamijenjen u crkvu, pa u džamiju, pa potom u barutanu, da bi danas bio jedna od najpoznatijih svjetskih turističkih atrakcija.
Sljedeća su faza precizna mjerenja objekta, uz uporabu suvremenih mjernih metoda, kao što su fotogrametrija i stereofotogrametrija. Potom se pristupa analizi stabilnosti same strukture, te mjesta na kojem se nalazi, tu treba naglasiti da nijedna građevina nije u stanju potpunog mirovanja, pa se ispituje utjecaj i tla i vjetrova na njenu stabilnost.
Na kraju se ispituju sve instalacije prisutne u građevini, normalno ovo se odnosi na objekte koji se i dalje koriste ili će biti korišteni. I kod drevnih i kod povijesnih građevina ispituje se i zaštita od gromova odnosno požara, a sve u svrhu što temeljitije zaštite.
Svi se prikupljeni podaci na kraju pažljivo analiziraju te se odlučuje o planu konzervacije, sukladno sredstvima koja su za istu namijenjena.

### Tretman
Pod ovom se frazom krije širok spektar aktivnosti, od čišćenja interijera ili eksterijera građevine (trenutačni primjer radovi na katedrali Sv. Pavla u Londonu), do obnove oštećenih ili fragmentarnih dijelova građevine, poput primjerice restauracije velike dvorane Windzorskog zamka, koja je slijedila nakon velikog požara 1932. godine. Između 1985. i 1989. uklonjeno je 38 slojeva boje, te obavljeno čišćenje i obnova zidova od kamena pješčenjaka na bijeloj kući u Washingtonu, a ovaj se zahvat može uzeti kao primjer restauracije arhitektonskih objekata.
Građevine predstavljaju strukturu, koja s vremena na vrijeme može imati različite funkcije. One zahtijevaju stalno održavanje kako ne bi došle u stanje u kojem to gubi smisao. Restauriranje građevine stoga možemo gledati kao skup aktivnosti koje su po obimu i važnosti znatno značajnije od povremenog održavanja.
Nije svaka konzervacija građevine usmjerena ka striktnom poštovanju izvornog nacrta iste. Često od građevine biva očuvana samo vanjska konstrukcija dok se interije potpuno izmijeni. Taj pristup označavamo kao adaptivnu prenamjenu.
Iako tehnike konzervacije arhitekture postaju sve razvijenije, obično čišćenje ili obnavljanje već može dovesti do neželjenih posljedica. Dobar primjer za ovo je nekontrolirano korištenje pjeskarenja na građevinama od mekših vrsta kamena, ova je tehnika bila široko rasprostranjena u Engleskoj između 1960. i 1970. godine, a kamen je u nekim slučajevima bio do te mjere oštećen da ga se moralo nadomjestiti novim.

### Primjer prakse: drevne kamene strukture
Većina starih građevina izgrađena jest od kamena, i do danas su sačuvane isključivo zbog dobro znane stabilnosti ovog materijala.
No, bez zaštite kamen može vrlo brzo propasti, posebno danas u vrijeme velike i tako reći globalne zagađenosti zraka, te klimatskih promjena.
Arhitektica Susan Rebano Edwards promovira jednostavnu i djelotvornu tehniku zaštite kamena kod drevnih građevinskih struktura. Tretman zaustavlja propadanje i njime dobivena zaštita razmjerno je dobre trajnosti, a izgled kamena minimalno se mijenja. Osim ovih prednosti postupak je i reverzibilan, jednostavan u primjeni, te jeftin.
Opis postupka:
1. Materijal se očisti mekim kistom, ne preporuča se korištenje krpa. Ako je nečistoća obilnija, preporuča korištenje gela na bazi EDTA amonij karbonata.
2. Uz trljanje kistom, prskanje ili namakanje destiliranom vodom operemo površinu (ili papirnatom kašom), u slučaju da su u njoj prisutne soli.
3. Kod kamena obraslog s mahovinom i lišajevima steriliziramo površinu 25-36 % vodikovim peroksidom.
4. Konsolidiramo s Rinforzante H (kod suhog kamena) ili etil silikatom (granit, pješčenjak), bilo injektiranjem, utrljavanjem ili prskanjem odnosno impregnacijom. Preporuča se samo ako je koheziona sila unutar kamena oslabljena, te treba spriječiti raspadanje materijala.
5. Zapunjavanje šupljina, zamjena ili retuš nedostajućih dijelova.
6. Ako treba tretirati i s vodoodbijajućim sredstvima. Možemo nanijeti i zaštitni film na bazi voska, akrila ili silikona.

## Svijest javnosti i pristup promoviranju konzervacije arhitekture
Postoje brojne organizacije koje rade na podizanju svijesti o potrebi očuvanja povijesnih građevina .Osim što promoviraju kulturalnu vrijednost spomenutih, ove organizacije pružaju i pomoć pri namicanju sredstava koja su potrebna za izradu konzervatorskih studija te također često služe kao poveznica između lokalne zajednice i vladinih organizacija koje podupiru konzeravtorske projekte. Slijedi nekoliko najvažnijih organizacija koje se bave konzervacijom arhitekture:
SPAB (The Society for the Protection of Ancient Buildings, član UK's Joint Committee of the National Amenity Societies) 
UNESCO World Heritage Centre Europski savijet za arhitektonsku i arheološku baštinu APT (The Association for Preservation Technology International) 
International Council on Monuments and Sites The International Scientific Committee on the Analysis and Restoration of Structures of Architectural Heritage

## Konzervacija arhitekture u Hrvatskoj
Prve primjere sustavne konzervacije arhitekture po svemu sudeći na našim prostorima nalazimo u Dubrovačkoj republici, i to još u 17. stoljeću
.

## Zakonska regulativa i zaštita prava konzervatora restauratora
Ako izuzmemo opće zakonske akte rad konzervatorsko-restauratorske službe, pa i konzervatora arhitekture u Hrvatskoj danas prije svega određuju sljedeći propisi:
Za restauratore i restauratore tehničare koji rade u Hrvatskom restauratorskom zavodu,Hrvatskom državnom arhivu,Nacionalnoj i sveučilišnoj knjižnici,te samostalno,odnosno za restauratore i preparatore koji rade u muzejima:
- Pravilnik o stručnim zvanjima za obavljanje poslova na zaštiti i očuvanju kulturnih dobara te uvjetima i načinu njihova stjecanja (NN 104/19 na snazi od 8.11.2019.)

- Pravilnik o uvjetima za dobivanje dopuštenja za obavljanje poslova na zaštiti i očuvanju kulturnih dobara (NN 98/18)

## Vanjske poveznice
- The Institute of Historic Building Conservation Britanski institut za konzervaciju povijesnih građevina
- Hrvatski restauratorski zavod - Služba za nepokretnu baštinu - Odjel za graditeljsko nasljeđe   Arhivirana inačica izvorne stranice od 10. listopada 2007. (Wayback Machine)
- Srsa,I. Dvor Veliki Tabor i Chateau de Guedelon   Arhivirana inačica izvorne stranice od 22. ožujka 2014. (Wayback Machine)
- Torraca,G. Lectures on Materials Science for Architectural Conservation  Arhivirana inačica izvorne stranice od 25. studenoga 2010. (Wayback Machine)
- Maria Isabel Kanan, Manual de Conservação e Intervenção em Argamassas e Revestimentos à Base de Cal, Brasília, Instituto do Patrimônio Histórico e Artístico Nacional, 2008.  Arhivirana inačica izvorne stranice od 14. listopada 2013. (Wayback Machine)

## Video zapisi vezani uz konzervaciju arhitekture
- Global, Regional, and Local Efforts in Conserving Modern Architecture
- Continuity and Change: Approaches to Conserving Modern Architecture Internationally
- Approaches to Conserving Modern Architecture in the USA

Sestrinski projekti
|  | Zajednički poslužitelj ima još gradiva o temi Konzervacija arhitekture |